# Apogonia proxima
Apogonia proxima är en skalbaggsart som beskrevs av Waterhouse 1877. Apogonia proxima ingår i släktet Apogonia och familjen Melolonthidae. Inga underarter finns listade i Catalogue of Life.